# Bemol

Figura 1. Un fa bemol

El bemol (♭), en el ámbito de la notación musical, es un signo conocido como alteración que afecta a la frecuencia de una nota reduciendo esta en un semitono. Aparece representado en las partituras a través de este símbolo (♭).

## Etimología

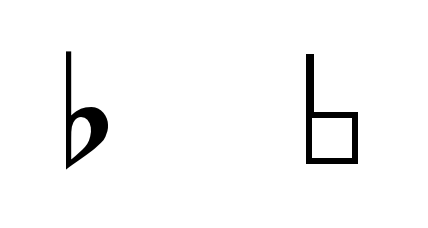
Figura 2. B molle y B durum.

El término «bemol», al igual que el «becuadro», proviene de la tradición de la música antigua de emplear la letra «b» para denominar la nota Si. Esta nota era en el canto gregoriano la única que podía alterarse, es decir, la única cuya entonación era variable ya que podía entonarse «baja», o «alta»,. Dicha diferencia era reflejada en las partituras en notación primitiva del canto llano (ver Figura 2).
- Para representar la entonación «baja», se escribía la letra «b» con el vientre redondeado (b  molle, del que deriva «bemol»), lo que dio lugar posteriormente al símbolo del bemol y al nombre alemán 'B' para la nota Si (♭).
- Para representar la entonación «alta», se escribía la letra «b» con el vientre cuadrado (b durum, de ahí la denominación «becuadro»), lo que evolucionó al símbolo del becuadro y del sostenido.

En cuanto al significado del adjetivo molle hay dos hipótesis, cada una de las cuales probablemente tiene su parte de verdad:
- La diferente grafía de la «b» en las partituras antiguas que hemos visto, con forma redondeada (b molle) cuando se trataba de un Si bemol y con forma cuadrada (b durum) en caso contrario.
- El término molle se asoció con un sonido más grave, o con aquel sonido que, si se realiza por un instrumento de cuerda, requiere que la propia cuerda esté menos tensa, más suave o molle.

Muchos idiomas han mantenido esta etimología en el término para designar esta alteración musical. Así, por ejemplo se denomina bemol en castellano, gallego, euskera, portugués y polaco; bémol en francés, bemolle en italiano, bemoll en catalán. 
La excepción es la lengua inglesa que lo denomina flat que quiere decir "plano, llano".

## Representación gráfica
El bemol se representa mediante una «b», minúscula estilizada. En la partitura puede aparecer en la armadura de clave o bien como una alteración accidental.

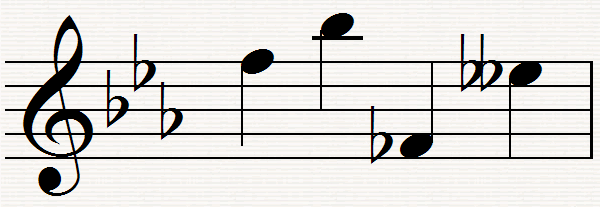
Figura 3. Bemoles en armadura y accidentales.

- Cuando son alteraciones propias forman parte de la armadura de clave y se dibujan en el pentagrama entre de la clave y el símbolo del compás. Estos bemoles aparecen siempre siguiendo un orden determinado, que además es el inverso del orden de los sostenidos. En el sistema latino de notación: Si♭ – Mi♭ – La♭ – Re♭ – Sol♭ – Do♭ – Fa♭[5]

En notación alfabética o anglosajona es el mismo orden, pero al utilizar letras diferentes la combinación ha dado lugar a una regla mnemotécnica mediante la formación de los siguientes acrósticos:
B♭ – E♭ – A♭ – D♭ – G♭ – C♭ – F♭ Battle Ends And Down Goes Charles' Father.
F♯ – C♯ – G♯ – D♯ – A♯ – E♯ – B♯ Father Charles Goes Down And Ends Battle.
- Cuando es una alteración accidental se escribe en cualquier punto de la partitura a la izquierda de la cabeza de la nota a la que afecta, del mismo modo que el sostenido o el becuadro (ver Figura 3).

### En informática
En Unicode este símbolo se encuentra en U+266D; dado que no está en la mayoría de los teclados, se utiliza como alternativa una b en minúscula.
En la simbología para páginas web se utiliza la cadena de caracteres &#9837; que aparece como ♭.
En LaTeX, el símbolo {\displaystyle \flat } se obtiene con el comando \flat, en un entorno de matemáticas (<math>…</math> en Wikipedia o $ … $ en 
{\displaystyle \mathbf {L\!\!^{{}_{\scriptstyle A}}\!\!\!\!\!\;\;T\!_{\displaystyle E}\!X} }).
En la Wikipedia es recomendable emplear la plantilla {{música}} para generar un bemol escribiendo {{música|b}}, que da como resultado: ♭, dado que Unicode no funciona en todos los ordenadores.

## Usos y efectos

### Como alteración propia
Un bemol en la armadura de clave alterará todas las notas del mismo nombre que se encuentren en su misma línea o espacio del pentagrama y también a las mismas notas que se encuentren en otras octavas más graves o más agudas. Este efecto se prolongará hasta el siguiente cambio de armadura o bien hasta el final de la pieza musical.
Si aparece un becuadro a la izquierda de una nota, esta ya no será alterada por el bemol de la armadura. Tampoco serán alteradas por ese bemol todas las notas del mismo nombre que se encuentren a la derecha del becuadro, sin importar en qué octava se encuentren. 
Pero esta cancelación del efecto alterador del bemol de armadura solo tendrá vigencia hasta la siguiente barra de compás que haya a la derecha del becuadro.
Si antes de llegar a la barra de compás de la derecha apareciese un sostenido a la izquierda de una nota, puede afectar a dicha nota (y a otras notas del mismo nombre, sin importar la octava en que se encuentren) durante el resto del compás.

### Como alteración accidental
El bemol accidental altera la nota musical antes de la que va escrito, así como todas las notas del mismo nombre y altura que haya en el compás donde se encuentra. Es decir, que afecta a todos los sonidos iguales que haya a la derecha del bemol hasta la siguiente barra de compás. Las alteraciones accidentales no afectan a la misma nota de una octava diferente, salvo que venga indicado en la armadura de clave.
Si esa misma nota debe llevar de nuevo un bemol más allá de la barra de compás, dicha alteración se debe repetir en cada nuevo compás que sea necesario.
Este tipo de alteraciones no se repite para notas repetidas a menos que intervengan una o más alturas o silencios diferentes. Tampoco se repiten en notas ligadas a menos que la ligadura pase de una línea a otra o de una página a otra.

### Enarmonías
En virtud del temperamento igual de doce tonos la distancia entre dos notas consecutivas puede ser de un semitono y la alteración de una nota mediante un bemol produce una enarmonía o equivalencia respecto a las alturas de esta nota y otra inferior. 
Así pues, la nota Do bemol es enarmónicamente equivalente al Si becuadro y el Sol bemol es lo mismo que Fa sostenido. En cualquier otro  sistema de  afinación tales equivalencias enarmónicas por lo general no existen. 
Para permitir el temperamento justo extendido, el compositor Ben Johnston utiliza el sostenido como alteración para indicar que la nota se eleva de 70,6 cents (ratio 25:24) o el bemol para indicar que una nota se baja de 70,6 cents.

## Alteraciones relacionadas

### Doble bemol

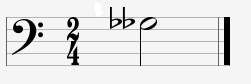
Representación gráfica de un doble bemol

El doble bemol o bemol doble () es otro signo que sirve para alterar la altura de las notas musicales en dos semitonos, es decir, un tono entero. 
Se puede utilizar en partituras que tienen muchas alteraciones. 
El carácter Unicode &#x1D12B; (U+1D12B) representa el signo de doble bemol.

### Triple bemol

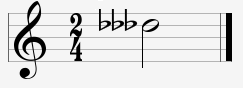
Representación gráfica de un triple bemol

El triple bemol o bemol triple (bbb) es un tipo de alteración muy poco frecuente y solo se utiliza en la música clásica moderna. Esta alteración reduce la altura la nota en tres semitonos, es decir, un tono y medio. Su representación gráfica se hace añadiendo una b más al signo del doble bemol.

### Bemoles microtonales
Dentro de la diversidad de la música contemporánea podemos encontrarnos con piezas que utilizan divisiones de los sonidos en cuartos de tono dando lugar así a otras tres opciones de alteraciones:
- El semibemol o medio bemol () que solo disminuye la altura de la nota medio semitono, es decir, 50 cents. Se representa mediante un signo de bemol invertido horizontalmente.
- El bemol y medio o sesqui bemol () que baja la altura de la nota un semitono y medio, es decir, 150 cents. Está representado por un signo de medio bemol seguido de uno de bemol normal.

| tres cuartos de bemol                          |
| 1/4 tono entre Do y Re , 50 cents. Reproducirⓘ |

|                                                  |
| 1/2 tono entre Do y Re ♭, 100 cents. Reproducirⓘ |

| medio bemol                                     |
| 3/4 tono entre Do y Re , 150 cents. Reproducirⓘ |